# Свети Атанасий (Спилео)
Вижте пояснителната страница за други значения на Свети Атанасий.
„Свети Атанасий“ (на гръцки: Αγίου Αθανασίου) е възрожденска православна църква в гревенското село Спилео, Егейска Македония, Гърция.
Църквата е построена в 1804 година. Представлява голям каменен храм. Според местната устна традиция строежът е финансиран от жината на секретеря на Али паша Янински.